# Rwandský frank
Rwandský frank je zákonným platidlem středoafrického státu Rwanda. Název frank má rwandská měna společný s několika dalšími státy, ve kterých se používá francouzština. ISO 4217 kód franku je RWF. Jedna setina franku se nazývá centime, ale pro jeho malou nominální hodnotu se žádné mince centime nerazí.

## Historický vývoj měn Rwandy
- Německá výchoafrická rupie (1890–1916) – Rwanda (spolu s dnešním státem Burundi jako jeden politický celek s názvem Ruanda-Urundi) byla součástí Německé východní Afriky a používala její měnu.
- Frank Belgického Konga (1916–1960) – Území se dostává během 1. světové války pod správu Belgie a používá měnu sousední belgické kolonie.
- Frank Ruandy-Urundi (1960–1964) – Belgické Kongo získalo v roce 1960 nezávislost a zavedlo novou měnu – konžský frank. Ruanda-Urundi zůstala až do roku 1962 pod správou Belgie a používala svou vlastní měnu. 1. července 1962 dala Belgie Ruandě-Urundi nezávislost a vznikly dva nové nezávislé státy (Rwanda a Burundi). Oba dva státy používaly stejnou měnu až do 19. května 1964, kdy zavedly vlastní národní měny – rwandský frank a burundský frank.
- Rwandský frank (1964–dosud)

Rwanda je jedním z 5 členských států Východoafrického společenství. Jedním z  hlavních cílů této organizace je zavést východoafrický šilink jako jednotnou měnu na celém území společenství a vytvořit tak měnovou unii.

## Mince a bankovky
- Mince jsou raženy v nominálních hodnotách 1, 5, 10, 20, 50 a 100 franků.
- Bankovky mají nominální hodnoty 500, 1000, 2000 a 5000 franků.